# Gouttières (Eure)
Gouttières település Franciaországban, Eure megyében. Lakosainak száma 183 fő (2018. január 1.). Gouttières Mesnil-en-Ouche, Beaumont-le-Roger, Le Noyer-en-Ouche és Saint-Aubin-le-Guichard községekkel határos.

## Népesség
A település népességének változása:
| Lakosok száma | 198  | 181  | 178  | 158  | 177  | 196  | 196  | 199  | 204  | 183  |
|               | 1962 | 1968 | 1982 | 1990 | 1999 | 2008 | 2011 | 2013 | 2017 | 2018 |